# Ana de Austria (1549-1580)
Anna de Austria (1 noiembrie 1549 - 26 octombrie 1580), a fost soția regelui Filip al II-lea al Spaniei. A fost primul copil al lui Maximilian al II-lea, Împărat al Sfântului Imperiu Roman și al Mariei a Spaniei. S-a născut în Spania dar a trăit la Viena de la vârsta de patru ani.

## Familie
Bunicii materni ai Anei au fost Carol al V-lea, Împărat al Sfântului Imperiu Roman și Isabela a Portugaliei iar bunicii paterni au fost Ferdinand I, Împărat Roman și Ana a Boemiei și Ungariei. Mama lui Carol și a lui Ferdinand a fost Ioana de Castilia. A avut mulți frați; doi dintre ei au devenit împărați ai Sfântului Imperiu Roman iar sora sa, Elisabeta a Austriei (1554–1592), a devenit regină a Franței.
Ana a fost considerată copilul favorit al tatălui ei. Povestea spune că el se bucura să se joace cu ea și o dată chiar a fost amânată o întâlnire de stat pentru că Ana era bolnavă. Ana a primit o educație catolică, deși tatăl ei simpatiza cu luteranismul. Frații ei, inclusiv viitorii împărați Rudolf al II-lea și Matia, au fost parțial educați la curtea spaniolă-habsburgică.
A fost logodită cu Don Carlos, fiul lui Filip al II-lea care era moștenitor la tronul spaniol, dar care a murit în 1568. Filip al II-lea și-a pierdut cea de-a treia soție în același an și o căsătorie a fost aranjată între Anna și Filip al II-lea, în ciuda faptului că aceasta era nepoata lui.
Inițial, Papa Pius al V-lea s-a opus căsătoriei, dar în final a consimțit și cei doi s-au căsătorit la Praga la 4 mai 1570. Filip al II-lea și Anna de Austria au avut 5 copii:
- Fernando: 4 decembrie 1571 - 18 octombrie 1578
- Carlos Lorenzo: 12 august 1573 - 30 iunie 1575
- Diego Félix: 15 august 1575 - 21 noiembrie 1582
- Philip: 3 aprilie 1578 - 31 martie 1621 (viitorul rege Filip al III-lea al Spaniei)
- María: 14 februarie 1580 - 5 august 1583

În 1580 Filip al II-lea a obținut tronul Portugaliei. Regina Ana a devenit și regină a Portugaliei. Ana de Austria a murit în același an, victimă a unei boli contagioase care l-a îmbolnăvit și pe regele Filip al II-lea.
1. 1 2  Kindred Britain